# مركز الدولة للبحوث والإنتاج الفضائي-التقدم
مركز الدولة للبحوث والإنتاج الفضائي-التقدم ويعرف اختصاراً ب (TsSKB-Progress) هو مؤسسة روسية مستقلة في نطاق وكالة روسيا الفدرالية الفضائية والمركز أحد المفاصل المهمة في صناعة الفضاء الروسية والمركز مسؤول عن تطوير (بحوث الفضاء) و (البحوث الجوية) كما ينتج مركز الدولة للبحوث والإنتاج الفضائي-التقدم الصاروخ الشهير سويوز -أف جي المستخدم في رحلات الفضاء المأهولة، فضلاً عن سويوز-يو المستخدم لإطلاق المركبات غير المأهولة.
وتدير شركة ستار سيم تسويق هذه الصواريخ تجارياً.وينتج مركز الدولة للبحوث والإنتاج الفضائي-التقدم الأقمار الإصطناعية ومن ضمنها (فوتون), وسلسلة الأقمار العلمية (فوتون-إم), وسلسلة الأقمار العسكرية (يانتار), والقمر الأصطناعي (ريسورس دي كي) المستخدم لدراسة مصادر الأرض. تقع المنشأت الرئيسية للمركز في مدينة سامارا, روسيا.وتتضمن هذه المنشأت مكتب التصميم، ومعمل بروجريس لإنتاج صواريخ (ار-7) ومكتب تصميم خاص بالصاروخ (كي بي فوتون).يعمل أكثر من 25,000 شخص في معمل بروجريس يعمل 5,000 منهم في أنظمة الصواريخ والأقمار الإصطناعية، و360 شخص يعملون في خط إنتاج صواريخ (ار-7).وبعد تفكك الاتحاد السوفيتي تنوع إنتاج المعمل ليشمل إنتاج مكائن الحلوى والفودكا.
يقود مركز الدولة للبحوث والإنتاج الفضائي-التقدم حالياً تطوير صاروخ روس-إم وهو صاروخ مصمم للرحلات المأهولة إلى الفضاء الخارجي وسيحل محل الصاروخ الحالي سويوز.

## التاريخ
في نيسان/أبريل 1996 أندمجت منظمتان روسيتان، الأولى مكتب التصميم المركزي المتخصص (TsSKB) ومعمل (سامارا بروجريس) وكونا مركز الدولة للبحوث والإنتاج الفضائي-التقدم.
أنشئ معمل (سامارا بروجريس) عام 1917 وكان يسمى معمل (دوكس) لإنتاج الطائرات كتطوير لمعمل سابق كان ينتج الدراجات الهوائية والبخارية ومركبات أخرى متنوعة.قبل الحرب العالمية الثانية انتج المعمل عدة نماذج طائرات من ضمنها ميج-3 واثناء الحرب انتج المعمل طائرات (اليوشن-2) وإليوشن إل-10.
في عام 1941 أنتقل معمل الطيران الحكومي رقم 1 من موسكو إلى مدينة سامارا قرب نهرالفولغا.
عام 1946 بدأ المعمل بإنتاج الطائرات النفاثة من طرازميج-9 وميغ-15, في العام 1954 بدأ بإنتاج قاذفات توبوليف تو-16.في 2 كانون الثاني/يناير 1958 طلبت حكومة الاتحاد السوفيتي من معمل الطيران الحكومي رقم.1 البدء بإنتاج صواريخ (ار-7 سميوركا).
اما مكتب التصميم المركزي المتخصص (TsSKB) فقد تأسس في 30 حزيران/يونية 1947 .وفي 6 حزيران/يونية 1983 عُين (دمتري اليتش كازلوف) التصميم المركزي المتخصص وقد سبق ل (دمتري اليتش كازلوف)أن رأس فريق تصميم الصاروخ (ار-7) وكان مساعد مصمم في شركة (أو كي بي-1) والمصمم العام لشركة مركز الدولة للبحوث والإنتاج الفضائي-التقدم.في عام 2003 عين (أي.ان.كيرلين) مديراً عاماً بينما بقى كازلوف مصمماً عاماً فخرياً.

## الصواريخ
- (موليا-إم)
- روس-إم
- (سويوز اف جي)
- (سويوز-يو)
- (سويوز-يو 2)
- (سويوز-1)
- (سويوز-2)

## اقرأ ايضاً
- صناعة الفضاء الروسية
- ستار سيم
- نظام الإطلاق المستهلك
- صاروخ روكوت
- صاروخ ستريلا
- مركز الدولة للبحوث والإنتاج الفضائي خرونتشيف